# Сантополис-ду-Агуапеи
Сантополис-ду-Агуапеи (порт. Santópolis do Aguapeí)  —  муниципалитет в Бразилии, входит в штат Сан-Паулу. Составная часть мезорегиона Арасатуба. Входит в экономико-статистический  микрорегион Биригуи. Население составляет 3795 человек на 2006 год. Занимает площадь 127,545 км². Плотность населения — 29,8 чел./км².

## История
Город основан 4 мая 1945 года. 

## Статистика
- Валовой внутренний продукт на 2003 составляет 36.569.360,00 реалов (данные: Бразильский институт географии и статистики).
- Валовой внутренний продукт на душу населения на 2003 составляет 9.613,40 реалов (данные: Бразильский институт географии и статистики).
- Индекс развития человеческого потенциала на 2000 составляет 0,774 (данные: Программа развития ООН).